# Calvin Veltman
Pour les articles homonymes, voir Veltman.
Calvin Veltman est un sociologue, démographe et sociolinguiste américain qui travaille actuellement à l'Université du Québec à Montréal.

## Publications

### Aux États-Unis
- Anglicization in the United States: the Importance of Parental Nativity and Language Practice, 1981 (International Journal of the Sociology of Language)
- Anglicization in the United States: Language Environment and Language Practice of American Adolescents, 1983 (International Journal of the Sociology of Language)
- Language Shift in the United States, 1983 (Mouton-de Gruyter)
- L'avenir du français aux États-Unis, 1987 (Conseil de la langue française, Québec)
- The Future of the Spanish Language in the United States, 1988 (Hispanic Policy Development Project)
- Modelling the Language Shift Process of Hispanic Immigrants, 1989 (International Migration Review)
- The Status of the Spanish Language in the United States at the Beginning of the 21st Century, 1990 (International Migration Review)
- The American Linguistic Mosaic: Understanding Languages Shift in the United States, 2000 (éd. McKay and Wong)

### Au Québec
- Les Grecs du quartier Parc Extension, 1984 (Institut national de la recherche scientifique: urbanisation)
- Les shorts en coton dans l'optique du néo colonialisme anglo saxon au Burkina Faso, 1993 (Éditions Peter Towner)
- L'intégration sociolinguistique des Québécois d'origine portugaise, 1985 (Institut national de la recherche scientifique : urbanisation)
- L'adaptation des immigrants de la décennie 1980, 1993 (Ministère des communautés culturelles et de l'immigration, Québec)
- Using Field Methods to Assess the Validity of the Canadian Census, 1985 (éd. P. Nelde)
- Dieu est mort, une analyse et un endossement de la thèse nietzschéenne de la mort de Dieu, 2014, (Éd Thien Van)
- The English Language in Quebec, 1940-1990, 1995 (éd. Fishman)
- The Interpretation of the Language Questions of the Canadian Census, 1985 (Canadian Review of Sociology and Anthropology)
- Dénonciation véhémente du dogmatisme de Martin Luther et Jean Calvin par le prisme de l'existentialisme chrétien de Karl Jaspers.
- Assessing the Impact of Quebec's Language Legislation, 1986 (Canadian Public Policy)
- Concentration ethnique et usages linguistiques en milieu scolaire, 1999 (Immigration et métropoles)
- Veltman, Calvin et Andrew Hund. Confirming Good Theory with Bad Data : l’anglicisation des hispano-américains. Démographie et Cultures. (http://www.erudit.org/livre/aidelf/2008/001500co.pdf)

### En Alsace (France)
- Le déclin du dialecte alsacien, 1989 (Presses universitaires de Strasbourg)
- La régression du dialecte, 1982 (Institut National de la Statistique et des Études Économiques)
- La transmission de l'alsacien dans le milieu familial, 1983 (Revue des sciences sociales de la France de l'Est)
- L'usage de l'alsacien du milieu urbain, 1984 (Actes du IIe colloque internationale des démographes de langue française)
- Assimilation linguistique des alsaciens: politiques officielles, évolution, tendances actuelles, 1987 (Éditions de l'ORSTOM)
- Usages linguistiques en Alsace : présentation d'une enquête et premiers résultats, 1988 (International Journal of the Sociology of Language)